# Wasilij Pronin
Wasilij Prochorowicz Pronin, ros. Василий Прохорович Пронин (ur. 12 grudnia?/25 grudnia 1905 we wsi Pawłowo w guberni riazańskiej, zm. 12 października 1993 w Moskwie) – radziecki polityk, członek KC WKP(b)/KPZR (1941–1956), minister rezerw robotniczych ZSRR (1946–1953), przewodniczący Rady Miejskiej Moskwy (1939–1940).

## Życiorys
Od 1925 w RKP(b)/WKP(b), sekretarz komórki Komsomołu w fabryce "Swoboda" w Moskwie, 1929–1930 przewodniczący rejonowego biura pionierów Komsomołu w Moskwie, 1930–1931 kierownik wydziału organizacyjnego rejonowego komitetu Komsomołu w Moskwie. 1931–1933 studiował w Instytucie Przygotowania Kadr Czerwonej Profesury, 1933–1935 zastępca sekretarza komitetu rejonowego Partii Ludowo-Rewolucyjnej Tuwińskiej Republiki Ludowej, 1935–1937 sekretarz fabrycznego komitetu WKP(b), 1937 sekretarz, a 1937–1938 I sekretarz Leningradzkiego Rejonowego Komitetu WKP(b) w Moskwie. W 1938 kierownik wydziału kadr partyjnych Komitetu Miejskiego WKP(b) w Moskwie, od 1938 do kwietnia 1939 sekretarz Komitetu Miejskiego WKP(b) w Moskwie, od 21 marca 1939 zastępca członka, a od 20 lutego 1941 do 14 lutego 1956 członek KC WKP(b)/KPZR. Od 14 kwietnia 1939 do stycznia 1940 przewodniczący Moskiewskiej Rady Miejskiej, od stycznia 1940 do 7 grudnia 1944 przewodniczący Komitetu Wykonawczego Moskiewskiej Rady Miejskiej, po ataku Niemiec na ZSRR członek Rady Wojskowej Moskiewskiej Strefy Obrony i Rady Wojskowej Moskiewskiego Okręgu Wojskowego, od listopada 1944 do 23 marca 1946 I zastępca przewodniczącego Rady Komisarzy Ludowych Rosyjskiej FSRR. Od 1945 przewodniczący Komisji Ekonomicznej Rządu ZSRR przy Rządzie Tymczasowym Polski, od marca do maja 1946 zastępca przewodniczącego Rady Ministrów Rosyjskiej FSRR, od 15 maja 1946 do 15 marca 1953 minister rezerw pracowniczych ZSRR. W 1953 zastępca przewodniczącego Państwowego Komitetu Planowania Rady Ministrów ZSRR, 1953–1954 I zastępca przemysłu leśnego i papierniczego ZSRR, 1954–1957 zastępca ministra budownictwa transportowego ZSRR, następnie na emeryturze. 1946–1950 deputowany do Rady Najwyższej ZSRR, członek Prezydium tej rady.
Pochowany na Cmentarzu Kuncewskim w Moskwie.

## Ordery i odznaczenia
- Order Lenina (ZSRR, dwukrotnie: 13 lipca 1940)
- Order Czerwonego Sztandaru Pracy (ZSRR)
- Order Przyjaźni Narodów (ZSRR)
- Krzyż Komandorski z Gwiazdą Orderu Odrodzenia Polski (19 października 1945)[2]